# UFC on Fuel TV: Gustafsson vs. Silva
UFC on Fuel TV: Gustafsson vs. Silva (también conocido como UFC on Fuel TV 2) fue un evento de artes marciales mixtas celebrado por Ultimate Fighting Championship el 14 de abril de 2012 en el Ericsson Globe Arena, en Estocolmo, Suecia.

## Historia
Este fue el primer evento de UFC que se celebró en Suecia, y fue el evento con la venta más rápida de un evento europeo en la historia de UFC, llegando a vender todas las entradas en tres horas.
La cartelera preliminar de este evento se emitió en vivo por Facebook.
La revancha entre Ross Pearson y Dennis Siver en el peso pluma se vinculó brevemente a este evento. Sin embargo, en su lugar fue Siver ante Diego Nunes.
Mike Goldberg ejerció de locutor para este evento en lugar de Jon Anik debido a problemas de agenda.
Akira Corassani se espera hacer frente a Jason Young en el evento, pero Corassani se retiró de la pelea debido a una lesión no divulgada y fue reemplazado por Eric Wisely.
Antônio Rogério Nogueira se espera hacer frente a Alexander Gustafsson en este evento, pero se retiró debido a una lesión. Su reemplazo fue Thiago Silva.
Jorgen Kruth se espera hacer frente a Cyrille Diabaté en el evento, pero se retiró de la pelea debido a una lesión, Tom DeBlass intervino para reemplazar a Kruth y peleó con Diabaté.

## Premios extra
Cada peleador recibió un bono de $50,000.
- Pelea de la Noche: Brad Pickett vs. Damacio Page
- KO de la Noche: Siyar Bahadurzada
- Sumisión de la Noche: John Maguire